# 斎藤統安
斎藤 統安（さいとう むねやす）は、安土桃山時代から江戸時代初期の武将。
豊後国大友氏、後に柳川城主立花氏家臣で江戸時代は陸奥国棚倉藩士転じて筑後国柳河藩士となる。『立花家旧記』では統康とも。幼名は四郎。通称は民部少輔、瀬右衛門、左馬助、市左衛門。出家号は休無。大友家の家臣である斎藤鎮実の次男である。妹は豊鐃（ぶにょう）弾正の妻、立花出雲守家臣である伊藤外記の妻、足田氏の妻。夫人は稲葉良通（伊予守）の家臣である渡辺氏の娘。子は1男1女。従兄弟に立花宗茂、立花直次。

## 経歴
父祖同様に大友氏に仕えていたが大友氏は文禄2年（1593年）に改易される。
文禄5年（1596年）に通称を瀬右衛門と称して従兄弟の立花宗茂に仕官し同年4月28日に700石を拝領される。慶長の役では宗茂に御供して渡海する。文禄5年（1596年）の『文禄五年朝鮮御陣御家中軍役高付騎馬並鉄砲之覚』に「同（鉄砲）三挺　高七百石　斎藤瀬右衛門」と見える。
「慶長五年侍帳」（1600年）に「六百石　斎藤瀬右衛門」と見える。また同年10月20日の江上合戦に参陣し、被官4人と中間1名が戦死した他、自身も負傷し感状を拝領された。なお、この年、通称を左馬助と改めた。
その後、通称を市左衛門と改める。改易された宗茂が慶長8年（1603年）に棚倉藩主となると、棚倉藩士となって慶長11年（1605年）に南郷赤館のうち350石を拝領される。『立花家旧記』の「赤館御拝領後段々罷越衆」に「斎藤市左衛門統康　赤館御拝領節三百五十石」とある。
元和6年（1620年）に宗茂が柳河藩に再封されると御供して柳河藩士となり、350石を与えられ、法躰となって休無と改める。なお、『寛永六巳年宗茂公御代諸士高附帳』（1629年）に「二百石　斎藤休無」とある。
寛永9年（1632年）に子息に200石を分与する。寛永14年（1637年）の島原の乱では柳河城の留守番を命じられる。寛永16年1月（1639年）に60代で病死する。